# Neòfit V
Neòfit V   (segle XVII - 1711) en grec Νεόφυτος Ε', va ser patriarca de Constantinoble l'any 1707.
L'any 1689 era metropolità d'Heraclea de Perint. Va ser escollit patriarca de Constantinoble el 1707, però no va renunciar al càrrec d'Heraclea tal com s'havia compromès. Això va provocar una gran oposició i al cap de cinc dies va ser deposat.